# Glochidion nesophilum
Glochidion nesophilum är en emblikaväxtart som beskrevs av Airy Shaw. Glochidion nesophilum ingår i släktet Glochidion och familjen emblikaväxter. Inga underarter finns listade i Catalogue of Life.